# Ivana Hong
Ivana Hong (Massachusetts, 11 de dezembro de 1992) é uma ginasta norte-americana que compete em provas de ginástica artística. 
Ivana é a filha de Mike e Michelle, e tem três irmãos: Isabelle, Isadora e Preston. A ginasta espera ainda se tornar uma juíza de ginástica, após retira-se das competições. Ivana é campeã pan-americana e mundial por equipes, além de medalhista de bronze no individual geral nos Jogos Pan-americanos do Rio de Janeiro, em 2007.

## Carreira
Ivana e sua família mudaram-se para o sul da Califórnia, dois anos após seu nascimento, e começou na ginástica em 1997 no National Gymnastics Training Center (NGTC), em Aliso Viejo, com pouco menos de cinco anos, inspirada em Courtney McCool - antiga componente da elite sênior do esporte.
Em 2007, seu primeiro ano na categoria sênior, aos catorze, a ginasta ajudou a equipe norte-americana a conquistar a medalha de ouro na disputa por equipes do Pan-americano do Rio de Janeiro. Individualmente, a atleta encerrou em terceiro lugar no concurso geral, superada por suas companheiras de equipe Rebecca Bross e Shawn Johnson, prata e ouro respectivamente. No mesmo ano, em Stuttgart -  seu primeiro Campeonato Mundial - a ginasta fez parte do time dos Estados Unidos junto a Nastia Liukin, Shawn Johnson, Alicia Sacramone, Samantha Peszek e Shayla Worley. Como equipe, as norte-americanas conquistaram a medalha de ouro (a primeira em um Mundial realizado fora dos Estados Unidos), com a pontuação final de 184,400 -  0,95 a frente da seleção vice-colocada, a China.
O time romeno - de Catalina Ponor e Steliana Nistor - completou o pódio desta edição. Ao final das disputas, Ivana encerrou sua participação no Campeonato Mundial da Alemanha com uma medalha de ouro.
No ano seguinte, durante o Pré-Olímpico realizado na Filadélfia, Hong não obteve medalha na disputa individual geral, encerrando sua participação em quinto lugar, atrás de Samantha Peszek, Chellsie Memmel, Nastia Liukin e Shawn Johnson. Internacionalmente, no Friendship International Exchange, a jovem conquistou duas medalhas: a primeira, de ouro, fora no concurso geral, seguida da medalha de prata na trave de equilíbrio.
Considerada uma ginasta de apresentações regulares, tanto em campeonatos nacionais, quanto em internacionais, Hong foi uma das ginastas que concorreram a uma vaga na equipe olímpica estadunidense, para as Olimpíadas de Pequim. Na seleção final, acabou nomeada como uma das nove melhores atletas, logo, considerada uma das três possibilidades de substituição. Em 2009, conquistou vaga na seleção nacional que disputou o Mundial de Londres, em meados de outubro. Na ocasião, conquistou a medalha de bronze, em prova vencida pela chinesa Deng Linlin.

## Principais resultados
| Ano  | Evento                                    | AA                | Equipe          | Salto sobre o cavalo | Trave             | Barras assimétricas | Solo |
| ---- | ----------------------------------------- | ----------------- | --------------- | -------------------- | ----------------- | ------------------- | ---- |
| 2004 | Campeonato Visa (júnior)                  | 4º                |                 |                      | 5º                | 8º                  | 5º   |
| 2007 | Jogos Pan-americanos                      | Medalha de bronze | Medalha de ouro | Medalha de prata     |                   |                     |      |
| 2007 | Campeonato Mundial de Ginástica Artística |                   | Medalha de ouro |                      |                   |                     |      |
| 2008 | Pré-Olímpico                              | 8º                |                 |                      |                   |                     |      |
| 2009 | Campeonato Mundial de Ginástica Artística |                   |                 |                      | Medalha de bronze |                     |      |